# US Ben Guerdane
Union sportive de Ben Guerdane w skrócie US Ben Guerdane (arab. الاتحاد الرياضي ببنقردان, znany także jako USBG) – tunezyjski klub piłkarski, grający w pierwszej lidze tunezyjskiej, mający siedzibę w Bin Kirdan.

## Sukcesy
- II liga[1]
  - mistrzostwo (1): 2014/2015.

- Puchar Tunezji[2]
  - finał (1): 2017.

## Występy w afrykańskich pucharach
| Sezon     | Rozgrywki           | Runda   | Kraj             | Klub                | Dom | Wyjazd | Dwumecz |
| --------- | ------------------- | ------- | ---------------- | ------------------- | --- | ------ | ------- |
| 2018      | Puchar Konfederacji | wstępna | Sudan Południowy | Al-Hilal Dżuba      | –   | –      | –       |
| 2018      | Puchar Konfederacji | 1       | Kongo            | CARA Brazzaville    | 3–1 | 0–3    | 3–4     |
| 2019/2020 | Puchar Konfederacji | wstępna | Sudan Południowy | Amarat United FC    | 5–1 | 0–0    | 5–1     |
| 2019/2020 | Puchar Konfederacji | 1       | Kenia            | Bandari FC          | 2–1 | 0–2    | 2–3     |
| 2021/2022 | Puchar Konfederacji | wstępna | Niger            | AS Police Niamey    | 3–1 | 0–1    | 3–2     |
| 2021/2022 | Puchar Konfederacji | 1       | Maroko           | Renaissance Berkane | 0–1 | 0–4    | 0–5     |

## Stadion
Domowe mecze zespół rozgrywa na stadionie Stade du 7 Mars w Bin Kirdan, mogącym pomieścić 6500 widzów.